# Joseph Kuklinski
 Der er for få eller ingen kildehenvisninger i denne artikel, hvilket er et problem. Du kan hjælpe ved at angive troværdige kilder til de påstande, som fremføres i artiklen.

Joseph M. Kuklinski (født 5. maj 1944, død 22. september 2003) var en dømt voldtægtsmand og morder.

## Baggrund
Kuklinski kom fra New Jersey og var af polsk–amerikansk herkomst. Hans bror var den berygtede lejemorder, Richard Kuklinski.

## Forbrydelse og straf
Kuklinskis offer var en 12-årig pige. Han blev fængslet den 22. oktober 1971 for voldtægt og mord, og han forblev fængslet frem til sin død den 22. september 2003.